# Initiative populaire fédérale pour une 13e rente AVS

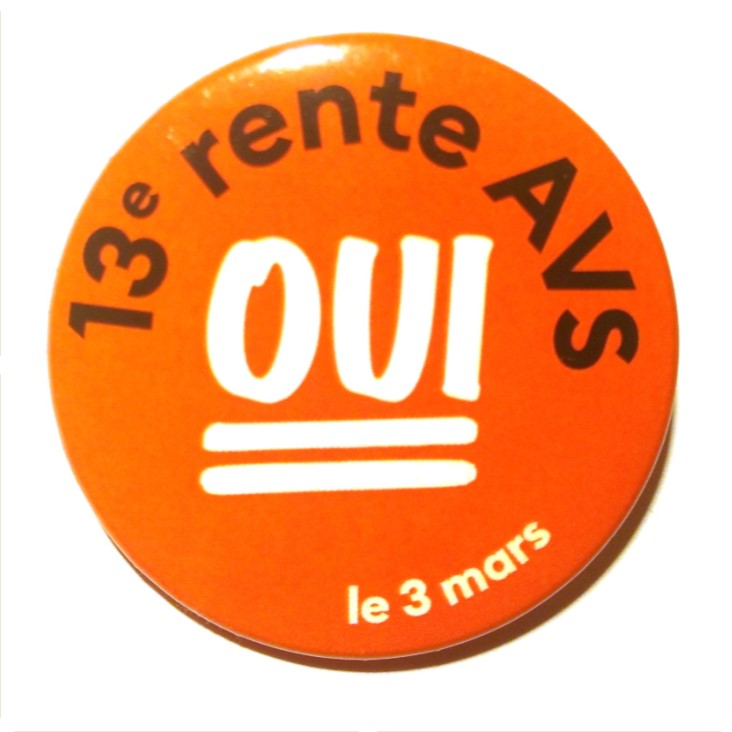
Badge de l'initiative pour une 13e rente AVS, acceptée en votation le 3 mars 2024.

L'initiative populaire « Mieux vivre à la retraite (initiative pour une 13e rente AVS) » est une initiative populaire suisse. Elle vise à accorder une part de rente AVS supplémentaires aux bénéficiaires, à la manière d'un treizième salaire.
Lancée par l'USS en 2020, elle est acceptée par le peuple et les cantons le 3 mars 2024. La 13e rente AVS devrait être versée à partir de 2026.

## Historique

### Récolte des signatures et dépôt de l'initiative
Lancée en mars 2020 et déposée un an plus tard, en mai 2021, par l'Union syndicale suisse, elle vise à accorder une 13e rente mensuelle aux bénéficiaires de l'assurance-vieillesse et survivants, qui doivent faire face au renchérissement.

### Discussions et recommandations des autorités
Le Conseil fédéral et le Parlement recommandent de la rejeter en raison de son coût,,.

## Contenu

### Texte
La Constitution est modifiée comme suit :
Art. 197, ch. 12
12. Disposition transitoire ad art. 112 (Assurance-vieillesse, survivants et invalidité)
1. Les bénéficiaires d’une rente de vieillesse ont droit à un supplément annuel s’élevant à un douzième de leur rente annuelle.
2. Le droit au supplément annuel prend naissance au plus tard au début de la deuxième année civile suivant l’acceptation de la présente disposition par le peuple et les cantons.
3. La loi garantit que le supplément annuel n’entraîne ni la réduction des prestations complémentaires ni la perte du droit à ces prestations.

## Votation et résultats
Le 3 mars 2024, l'initiative devient la 26e initiative acceptée par le peuple (58,3 %) et les cantons (14).

## Mise en œuvre
Le Conseil fédéral a décidé que la 13e rente devrait être versée une fois par année, à partir de décembre 2026.